# Nazca
Nazca (včasih napisano Nasca kečuansko Naska) je mesto in provinca ob južni obali Peruja. Prav tako se ime uporablja za kulturo Nazca, ki je uspevala na tem območju med letoma 100 pred našim štetjem in 750 našega štetja. Ustvarili so črte iz Nazce, njihovo je bilo romarsko mesto Cahuachi, poznani so po izgradnji impresivnega sistema podzemnih vodovodov imenovanih puquios, ki delujejo še danes.
Mesto Nazca je glavno mesto province Nazca, v rajonu Ica v regiji Ica. Leži na nadmorski višini okoli 588 m in ima okoli 60.000 prebivalcev. Danes se prebivalci večinoma ukvarjajo s kmetijstvom (bombaž, grozdje) in turizmom.

## Zgodovina
Obstajata dve različici španske ustanovitve. Po zapisih kronistov je bilo mesto ustanovljeno 28. oktobra 1548 po naročilu Pedra de la Gasca, mirovnika Alonsa de Mendoze. Druga različica navaja, da ga je leta 1591 ustanovil podkralj García Hurtado de Mendoza, 5. markiz Cañete.
V španskem kolonialnem obdobju je bila Nazca znana po vinogradništvu, proizvodnji vina in žganja (aguardiente de la uva). Danes se temu običajno reče pisco, po slavnem istoimenskem pristanišču. Lokalno je žganje znano kot Nasca. Ti izdelki so bili razširjeni po celotnem podkraljevstvu Peruja in zunaj njega.
Največji vinogradi v Nazci so bili v bogati dolini Ingenio in so bili last Družbe Jezusove, jezuitskih misijonarjev in duhovnikov. Hacienda San Joseph de la Nasca, ki je v zgornjem delu srednje doline Ingenio, je bila v lasti jezuitskega kolegija Cuzco. San Francisco Xavier de la Nasca, v spodnjem delu srednje doline, je bil v lasti jezuitskega kolegija San Pablo v Limi. Obe posesti sta uporabljali številne delavce, ki so bili zasužnjene osebe podsaharskega afriškega porekla. Obe posesti sta poleg proizvodnje vin in žganja imeli obsežno infrastrukturo za proizvodnjo keramičnih posod za shranjevanje, znanih kot botijas, v katerih so prevažali vino in žganje.
Danes sta mesti San Javier in San José znani po ruševinah velikih baročnih cerkva iz 18. stoletja, zgrajenih med jezuitsko upravo teh posesti. Leta 1767, potem ko je španski kralj Karel III. izgnal Družbo Jezusovo, je krona zaplenila te posesti in jih upravljala kot kraljeve posesti.[4][potrebna stran]
Patrioti iz Nazce so 14. oktobra 1820 sprejeli Osvobodilno odpravo generala Joseja de San Martina, potem ko so pobegnili iz bitke pri Nasci. Dva dni prej, 12. oktobra, je bil general Juan Antonio Álvarez de Arenales iz Ice poslan na jug v zasledovanje kraljevih čet polkovnika Manuela Quimperja, ki so bežale iz Ice. Drugi poveljnik in načelnik štaba divizije de la Sierra je bil argentinski podpolkovnik Manuel Rojas Argerich. Poveljeval je 250 možem: 110 pešakom in 140 konjenikom.
Mesto Nasca je bilo ustanovljeno 29. avgusta 1821. 2. julija 1855 je bilo povzdignjeno v okrožje, nato pa je 23. januarja 1941 postalo provinca.
Nasca, kot se ime piše v 21. stoletju, ima še vedno suho podnebje. Pred in v času Inkov je imela izjemen sistem hidravličnega inženiringa. Do vode so dostopali skozi filtracijske galerije iz podzemnih vej, imenovane akvadukti. Odprtine v sistem so se imenovale puquios. Več kot tri ducate še naprej deluje, namaka kmetijska zemljišča in zagotavlja domače potrebe.
V muzeju Antonini je zbirka arheoloških predmetov različnih stopenj kulture Nazca, kot tudi trofejne glave, glasbeni instrumenti (panova piščal), tekstil, mumije, itd. Eksponati so rezultat izkopavanj v Cahuachi, največjem obrednem središču, Chauchilli in drugih krajih okrog Nazce. Muzej ponuja tudi možnost ogleda kanala Bisambra, ki prikazuje vodovodni sistem zgrajen v času kulture Nazca.

### Potres v Nazci 1996
Dne 12. novembra 1996 ob 11 uri 59 min po lokalnem času (16:59 GMT času) je močan potres 6,4 stopnje po Richterjevi lestvici (v središču potresa na morju je bilo 7,7 stopnje) skoraj v celoti uničil mesto Nazca in njegovo okolico. Bilo je le 17 smrtnih žrtev, vendar pa 1.500 ranjenih in okoli 100.000 jih je ostalo brez strehe nad glavo. Uničene so bile skoraj vse stare hiše (8000 zgradb) iz opeke. Nazco so v naslednjih 12 letih v celoti obnovili.

## Podnebje
Nazca je eden izmed najbolj sušnih krajev na svetu, s povprečno letno količino padavin do 25 mm. Vreme kroji Humboldt tok, ki nosi vodo iz Antarktike ob zahodni obali Južne Amerike. Ta hladna voda hladi zrak in zmanjšuje nabiranje vlage v oblakih, zelo pogosta pa je megla.
Temperature se gibljejo med 10 ˚C in 32 ˚C, povprečno dnevno okoli 21 ˚C. Poletni meseci (od novembra do marca) so suhi, sončni in vroči. V zimskem času (od junija do avgusta) se megla dviga od obale proti hribom, zato so temperature zmerne.

## Črte iz Nazce
Geoglifi iz Nazce ali "črte iz Nazce" so serija geometrijskih oblik, kilometri črt in velikih risb živalskih figur (nekatere so velike kot nogometno igrišče), zgrajenih na puščavskih tleh. Razberemo jih lahko le iz večje višine. O tem, kako so nastale, je več teorij. Razni raziskovalci poskušajo razložiti tehniko, kako so te črte nastale. Da so se ohranile, je pripisati suhemu podnebju in temu, da so zgrajene iz rdečega puščavskega kamenja in svetlejše zemlje, kar se opazi iz višine. Risbe se raztezajo na površini približno 500 km², največje imajo premer tudi do 200 metrov.
Čemu so risbe služile, je prav tako predmet razprav. Nekateri raziskovalci pravijo, da so bile ustvarjene za bogove, drugi menijo, da je šlo za neke vrste astronomski koledar oziroma pripomoček za sajenje in žetev pridelkov. Črte so proučevali strokovnjaki različnih področij, denimo antropologi, arheologi in astronomi, ki pa do danes niso našli trdnih dokazov za nobeno od teorij.
Konkvistador in kronist Pedro de Cieza de Leon jih prvič omenja leta 1547. Opisal je nekaj znakov, narisanih na pobočjih, katerih obliko je lahko opazil s tal. V moderni dobi so črte prvič opazili leta 1920, ko so z letali preleteli perujsko puščavo. Leta 1927 je Toribio Mejia Xespe, perujski zdravnik in antropolog, kot prvi znanstvenik začel raziskovati pojav, ki ga je imenoval "velike inkovske spominske artefakte". Sistematično in znanstveno raziskovanje črt se je začelo leta 1930 pod vodstvom Paula Kosoka in Marie Reiche. Reichejeva je črte raziskovala od leta 1946 pa vse do svoje smrti leta 1998 in lobirala za zavarovanje in ohranitev. Po njeni zaslugi so Nazca črte dodane na  Unescov seznam leta 1995.

## Cahuachi
Arheološki center Cahuachi se nahaja 30 km  zahodno od mesta Nazca. Razprostira se na 150 ha suhih hribov in sipin in je eden najbolj poznanih najdišč predkolumbovskih civilizacij v Andih. Po svetu slovi po fini lončenini in skrivnostnih črtah in številkah narisanih na ravnicah Palpa in San Jose. Ta kultura se je razvila v kotlini Rio Grande, približno 400 kilometrov južno od Lime in nedaleč od morja.
Gre za kompleks piramid, ki jih je ustvarilo ljudstvo Nazcas, ki imajo na vrhu veliko teraso in pokrite prostore. Na vrhu glavnih templjev naj bi bile velike sobe z več deset stolpi. Večina teh piramid je bilo opuščenih med 5. in 6. stoletjem n.št.
Piramidaste templje so gradili na fosilnih peščenih sipinah. Nižji deli, manjše gomile, ulice in trgi dajejo področju mestni videz, vendar je bil Cahuachi obredno središče, sveti cilj romarjev Nazca med letoma 100 in 500 našega štetja.
Na slovesnostih so gradili templje, pri čemer so uporabljali na tisoče stožčastih ali klinastih opek. Vsaka sodelujoča skupnost je dokazala svojo pripadnost verski skupnosti s petjem, plesom. V Cahuachije na pretek ostankov panovih piščali in bobnov, žrtvovanih lam in morskih prašičkov, finih tkanin, človeških grobov in keramike.

## Promet
V bližini Nazce obratuje manjše letališče, imenovano Maria Reiche Neuman Airport, ki se uporablja predvsem za turistične lete nad Nazca črtami. 
Mesto je z drugimi kraji povezano preko Panameriške ceste, z obalo pa s cesto Interoceanico.